# Amphilius lentiginosus
Amphilius lentiginosus és una espècie de peix de la família dels amfílids i de l'ordre dels siluriformes.

## Morfologia
Els mascles poden assolir els 11,8 cm de llargària total.

## Distribució geogràfica
Es troba a Àfrica: conques del riu Cuvo (Angola) i del riu Congo.